# Maria Ankudowicz-Bieńkowska
Maria Ankudowicz-Bieńkowska – polska historyczka literatury i historii kultury muzycznej, dr hab. nauk humanistycznych, profesor nadzwyczajny Instytutu Polonistyki i Logopedii, oraz Instytutu Filologii Polskiej Wydziału Humanistycznego Uniwersytetu Warmińsko-Mazurskiego w Olsztynie.

## Życiorys
Odbyła studia w zakresie filologii polskiej na Wydziale Humanistycznym WSP w Olsztynie, a także stacjonarne studia doktoranckie w Instytucie Badań Literackich Polskiej Akademii Nauk.
8 grudnia 1992 obroniła pracę doktorską Folklor białoruski, ukraiński i litewski w polskim czasopiśmiennictwie literackim ziem litewsko-ruskich lat 30–50-tych XIX wieku, otrzymując doktorat, a 7 marca 2003 habilitowała się na podstawie oceny dorobku naukowego i pracy zatytułowanej Polskie życie muzyczne w Wilnie lat II Rzeczypospolitej.
Objęła funkcję profesora nadzwyczajnego w Instytucie Filologii Polskiej i w Instytucie Polonistyki i Logopedii na Wydziale Humanistycznym Uniwersytetu Warmińsko-Mazurskiego w Olsztynie.

## Nagrody i odznaczenia
- Nagroda Rektora (1992, 1998, 2000)[2]
- 2003: Srebrny Krzyż Zasługi[2]